# IBM System/360 Model 91

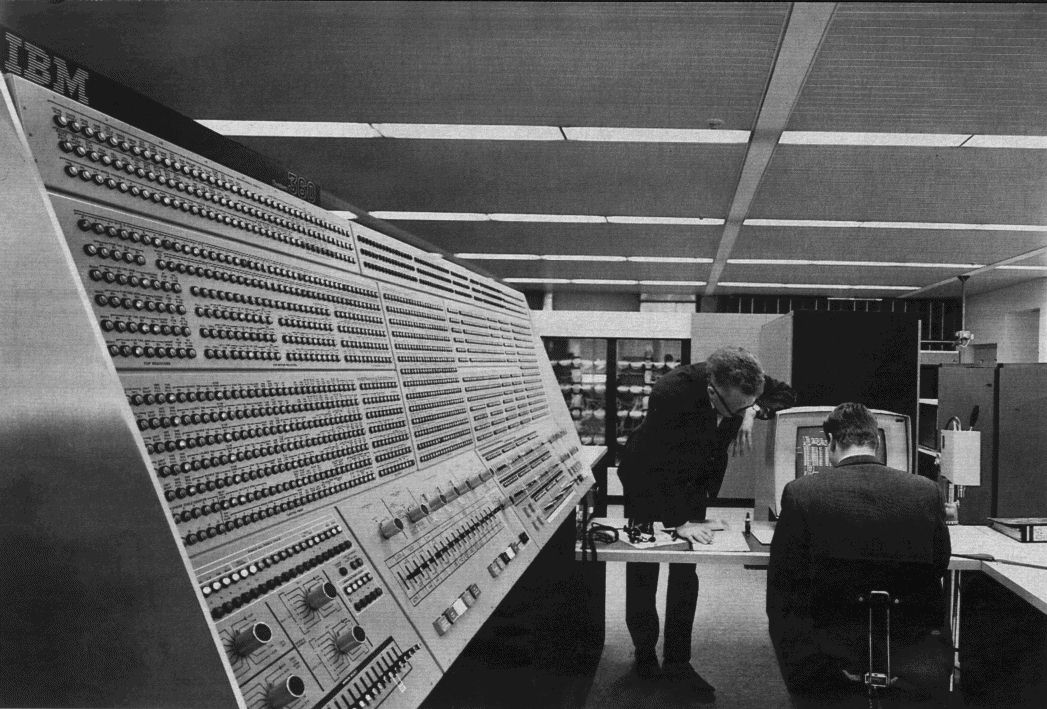
IBM System/360 Model 91

IBM System/360 Model 91 — модель серії комп'ютерів IBM System/360 компанії IBM. Оголошена в 1964 році як конкурент суперкомп'ютеру CDC 6600 компанії Control Data Corporation. Функціонально, вона була подібна до будь-якої багатомасштабованої системи IBM System/360, але серед усього модельного ряду, Model 91 була найбільш просунутою і вона була першою моделлю, яка підтримувала позачергове виконання. Модель 91 була найпродуктивнішою в лінійці IBM S/360, призначалася для наукових обчислень і використовувалася для дослідження космосу, у фізиці елементарних частинок і глобального прогнозу погоди.

## Опис
Модель 91 була першим комп'ютером IBM, що підтримував позачергове виконання інструкцій. У комп'ютері були реалізовані багато нововведень для використання паралелізму на рівні команд: конвеєризація виконавчих пристроїв, перейменування регістрів, пророкування переходів, динамічне виявлення конфліктів пам'яті. У блоці операцій з рухомою комою був вперше реалізований алгоритм Томасуло, описаний в 1967 році. Багато з цих ідеї на 25 років практично були забуті, поки їх не стали активно використовувати в мікропроцесорах в 90-х роках.
У Model 91 використовувалася гібридна технологія ASLT (advanced solid logic technology). 120000 логічних вентилів реалізовані на емітерно-зв'язаній логіці (ЕЗЛ). Час тактового циклу процесора становив 60 нсек. У Моделі 195 він був скорочений до 54 нсек. Час доступу до пам'яті — 780 нсек. Пам'ять могла містити 4, 8 або 16 блоків, які працювали незалежно (багатоканальна архітектура пам'яті).
Операційна система: OS/360.